# Leukocyanidin
Leukocyanidin ist ein sekundärer Pflanzeninhaltsstoff aus der Gruppe der Leukoanthocyanidine.

## Isomere
Die Verbindung hat drei chirale Zentren, beschrieben sind die (2R,3S,4S)-Form [(+)-2,3-trans-3,4-cis-Leukocyanidin, kurz cis-Leukocyanidin] und (2R,3S,4R)-Form [(+)-2,3-trans-3,4-trans-Leukocyanidin].
Leucocianidol ist der internationale Freiname für Flavan-3,3′,4,4′,5,7-hexol.

## Vorkommen

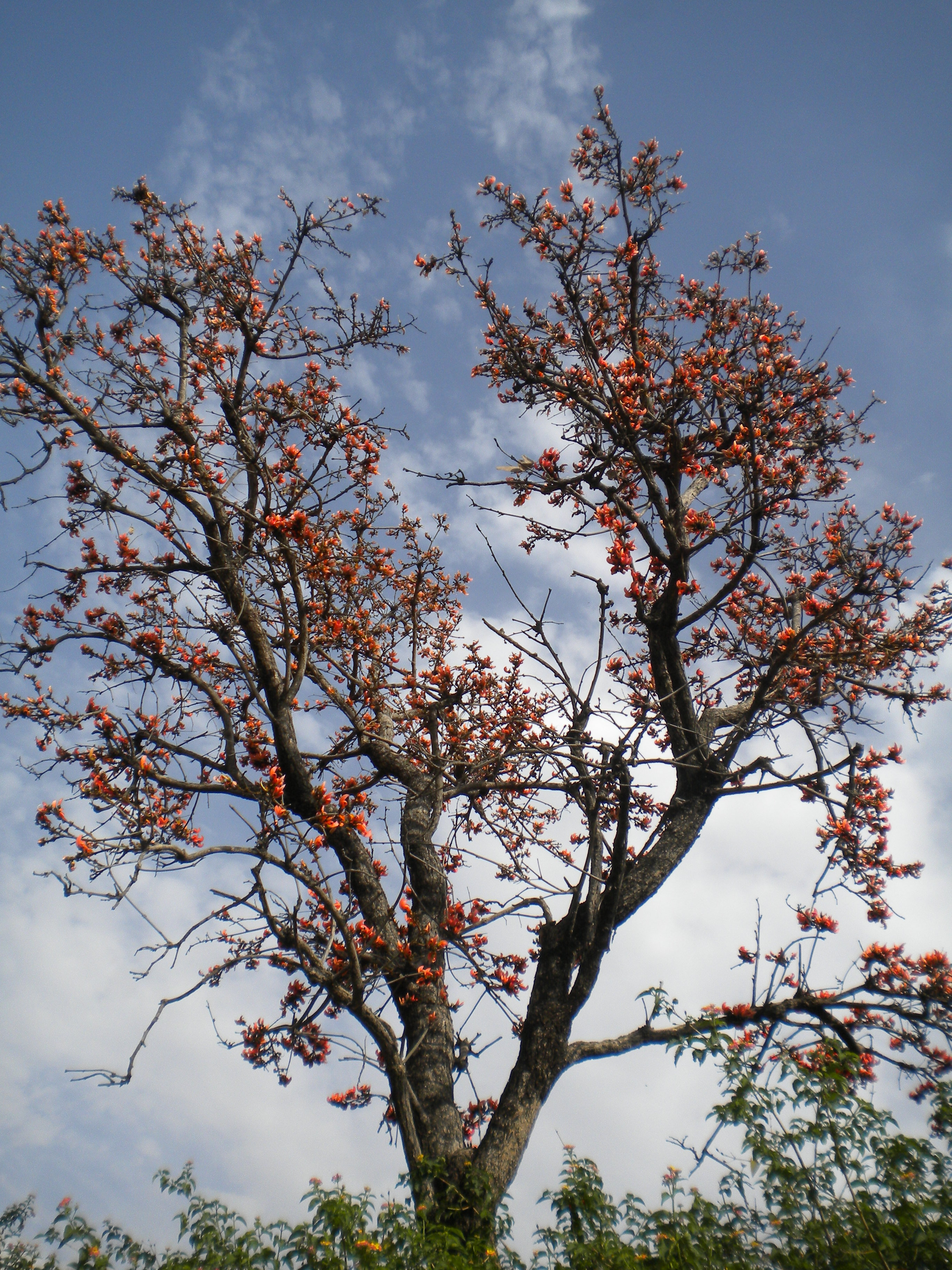
Malabar-Lackbaum

Leukocyanidin wurde unter anderem im „Kino“ (Exsudat der Rinde) des Malabar-Lackbaums und Blütenblättern von Baumwollpflanzen gefunden.
cis-Leukocyanidin ist im Pflanzenstoffwechsel die biologische Vorstufe des Anthocyanidins Cyanidin.

## Eigenschaften
Als Vertreter aus der Gruppe der Leukoanthocyanidine ist Leukocyanidin farblos, chemisch instabil und bildet leicht polymere Verbindungen (Catechingerbstoffe). Synthese und Eigenschaften sind in der Literatur beschrieben.
Von den Leukoanthocyanidinen Leukodelphinidin und Leukopelargonidin unterscheidet es sich im Grad der Hydroxylierung am Phenylring.